# اجناسيو زابال
اجناسيو زابال (بالإسبانية: Nacho Zabal) (14 فبراير 1987 في إسبانيا - ) هو لاعب كرة قدم إسباني في مركز حراسة المرمى. لعب مع أوساسونا ونادي ألكويانو ونادي ديبورتيفو طليطلة ونادي هويسكا ونومانسيا.

## وصلات خارجية
- اجناسيو زابال على موقع قاعدة بيانات كرة القدم.إي يو (الإنجليزية)
- اجناسيو زابال على موقع Soccerway.com (الإنجليزية)
- اجناسيو زابال على موقع AS.com (الإسبانية)